# Écrasement d'un bombardier B-25 sur l'Empire State Building
Le 28 juillet 1945, un bombardier B-25 Mitchell s'écrase sur l'Empire State Building à New York, alors qu'il vole dans un épais brouillard. L'accident cause la mort de quatorze personnes : trois membres d'équipage, onze personnes dans le bâtiment et des dommages estimés à un million de dollars bien que l'intégrité structurelle du bâtiment n'ait pas été compromise.

## Déroulement
Ce jour, le lieutenant-colonel William F. Smith Jr. pilote un bombardier B-25 Mitchell lors d'une mission de transport de routine du personnel de Bedford Army Air Field dans le Massachusetts à l'aéroport de Newark dans le New Jersey,. Smith demande l'autorisation d'atterrir, mais est informé d'une visibilité nulle. En continuant malgré tout, il est désorienté par le brouillard et tourne à droite au lieu de gauche après avoir dépassé le Chrysler Building.

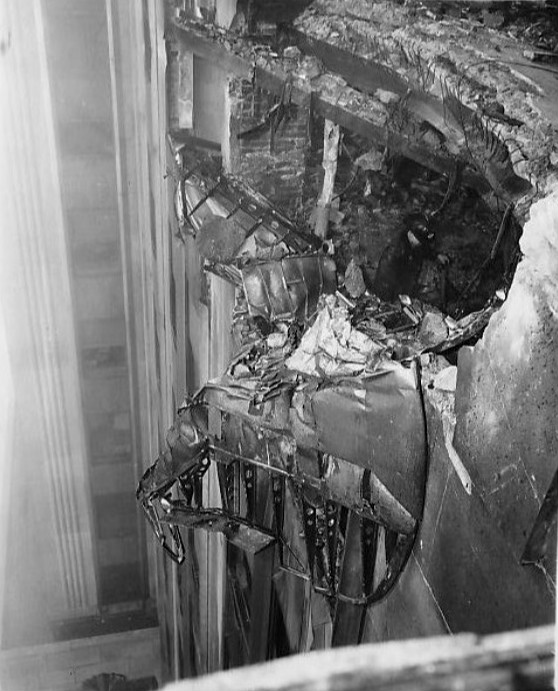
L'avion encastré dans le bâtiment.

À 9 h 40 du matin, l'avion s'écrase sur le côté nord de l'Empire State Building, entre les 78e et 80e étages, faisant un trou de plus de 5 mètres par 6 dans le bâtiment, dans les bureaux du War Relief Services et du National Catholic Welfare Council. Un moteur traverse le côté sud à l'opposé de l'impact et vole jusqu'au bloc suivant, tombant de 270 m et atterrissant sur le toit d'un immeuble voisin, provoquant un incendie qui détruit un penthouse. L'autre moteur et une partie du train d'atterrissage tombent dans une cage d'ascenseur. L'incendie qui en résulte est éteint en 40 minutes. C'est le plus grand incendie structurel maîtrisé par les pompiers.
Entre 50 et 60 touristes se trouvent sur la plate-forme d'observation du 86e étage lors de l'accident. Quatorze personnes sont tuées : le colonel Smith, le sergent-chef Christopher Domitrovich et le mécanicien navigant Albert Perna ainsi que onze civils dans le bâtiment. Le corps de Perna n'est retrouvé que deux jours plus tard, lorsque les équipes de recherche découvrent qu'il était entré dans une cage d'ascenseur et était tombé au fond. Les deux autres membres d'équipage sont brûlés au point d'être méconnaissables. L'opératrice d'ascenseur Betty Lou Oliver est éjectée de sa cabine au 80e étage et subit de graves brûlures. Les secouristes la placent dans une autre cabine d'ascenseur pour la transporter au rez-de-chaussée, mais les câbles de cet ascenseur ayant été endommagés lors de l'incident, il tombe de 75 étages, se retrouvant au sous-sol. Oliver survit à la chute mais a le bassin, le dos et le cou cassés lorsque les sauveteurs la retrouvent parmi les décombres. Cela reste le record du monde de survie à la plus haute chute d'ascenseur.
Malgré les dégâts et les pertes en vies humaines, de nombreux étages du bâtiment rouvrent le lundi matin suivant, moins de 48 heures plus tard.